# Lasioglossum fulvofasciae
Lasioglossum fulvofasciae är en biart som beskrevs av Michener 1965. Lasioglossum fulvofasciae ingår i släktet smalbin, och familjen vägbin. Inga underarter finns listade i Catalogue of Life.

## Bildgalleri

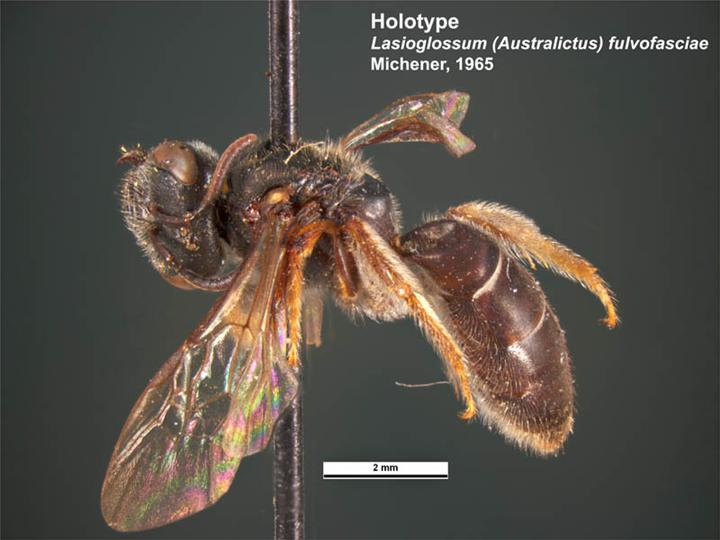
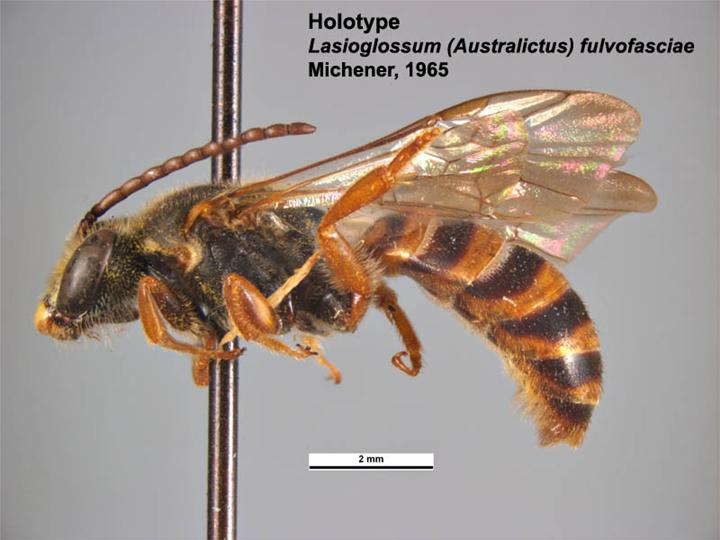